# 山本元気
山本 元気（やまもと げんき、1977年8月2日 - ）は、日本の男性キックボクサー。京都府出身。DTS GYM（旧DEION GYM）所属。

## 来歴
2000年1月28日、プロデビュー。
2000年4月27日、全日本フェザー級3Rトーナメント準決勝で前田尚紀と対戦し、判定勝ちを収めた。同年6月18日の決勝で嵐田茂と対戦予定であったが、負傷により欠場となった。
2003年9月27日、全日本フェザー級挑戦者決定戦で石川直生と対戦し、ローキックで3ダウンを奪いKO勝ち。タイトル挑戦権を獲得した。
2003年12月7日、王者前田尚紀に挑戦し、右フックでKO勝ち。全日本フェザー級王者となった。
2004年3月、MAスーパーバンタム級王者のラビット関にKO勝ち。2004年8月、クリスト・ディミトラカキスに右フックでKO勝ち。
2004年9月25日、ルンピニー・スタジアムでチャカポップ・シットジョームトライと対戦し、KO勝ち。8連勝（7連続KO勝ち）を記録した。
2004年12月5日、全日本フェザー級タイトルマッチで山本真弘と対戦し、5Rドロー。初防衛を果たすも、連勝記録は8で途切れた。
2005年3月、ジャナンサ・ムヤにKO勝ち。2005年5月、チンチャイ・マイムアンコーンに右フックで失神KO勝ち。
2005年7月26日、ゲーオ・フェアテックスと対戦し、判定負け。2001年7月以来の敗戦となった。
2005年10月、コムパヤック・フェアテックスに2度もダウンを奪うも肘で切り裂かれ逆転TKO負け。
2006年1月4日、全日本フェザー級タイトルマッチで山本真弘と対戦し、判定負け。王座から陥落した。
2006年3月、カノンスック・フェアテックスをボディフックでKO勝ち。
2006年6月11日、日本人キラーであるワンロップ・ウィラサクレックと対戦し、右眉尻をカットさせられるなどしたが、左右フック・右ストレート・ボディフック・ミドルキック・ローキックと攻撃を散らし的を絞らせず、5Rドロー。この試合は2006年最高試合賞を獲得した。
2007年8月、階級をフェザー級からスーパーフェザー級に転向。
2007年9月8日、アメリカ合衆国カリフォルニア州ロサンゼルスで行われたWBCムエタイ世界スーパーフェザー級タイトルマッチでゲーオ・フェアテックスと対戦し、判定負け。王座獲得に失敗した。
2008年4月26日、石川直生と対戦し、頭部カットによるTKO負けを喫した。試合後のインタビューで「年齢も考えると辞めてもいいのかな」と引退を示唆した。
2008年11月8日、K-1ルールの大会「Krush!」のメインイベントで桜井洋平と対戦。1Rに2回、2Rに1回ダウンを奪うと、3Rにもダウンを奪い右フックでKO勝ちを収めた。
2009年3月14日、K-1ルールの大会「Krush.2」で梶原龍児と対戦し、判定勝ちを収めた。
2009年8月14日、Krushライト級グランプリ2009に出場。1回戦で尾崎圭司、準々決勝で前田尚紀にそれぞれ判定勝ちを収め、ベスト4進出を決めた。11月2日、準決勝で山本真弘と対戦し、判定負け。
2010年5月9日、NJKFで羅紗陀と対戦し、3R終了間際にTKO負け。
2010年12月30日、戦極 Soul of Fightでカノンスック・ウィラサクレックと戦極ムエタイルールで対戦し、0-3の判定負けを喫した。
2011年7月18日、REBELS.8 & IT’S SHOWTIME JAPAN countdown-1で元RISEスーパーフェザー級王者板橋寛と対戦し延長Rの末0-5の判定負けを喫した。

## 戦績
| キックボクシング 戦績 | キックボクシング 戦績 | キックボクシング 戦績 | キックボクシング 戦績 | キックボクシング 戦績 | キックボクシング 戦績 | キックボクシング 戦績 |
| --------------------- | --------------------- | --------------------- | --------------------- | --------------------- | --------------------- | --------------------- |
| 38 試合               | (T)KO                 | 判定                  | その他                | 引き分け              | 無効試合              |                       |
| 20 勝                 | 11                    | 9                     | 0                     | 5                     | 0                     |                       |
| 13 敗                 | 5                     | 7                     | 1                     | 5                     | 0                     |                       |

| 勝敗 | 対戦相手                           | 試合結果                                    | 大会名                                                                                               | 開催年月日     |
| ×    | 板橋寛                             | 延長R終了 判定0-5                           | REBELS.8 & IT’S SHOWTIME JAPAN countdown-1 【IT’S SHOWTIME世界61kg級王座挑戦者選定試合】             | 2011年7月18日  |
| ×    | カノンスック・ウィラサクレック     | 5R終了 判定0-3                              | 戦極 Soul of Fight                                                                                   | 2010年12月30日 |
| ×    | 羅紗陀                             | 3R 2:59 TKO（ドクターストップ：右眉カット） | ニュージャパンキックボクシング連盟「熱風 零四」                                                      | 2010年5月9日   |
| ×    | 山本真弘                           | 3R+延長R終了 判定0-3                        | Krushライト級グランプリ2009 〜決勝戦 Final Round〜 【Krushライト級グランプリ2009 準決勝】            | 2009年11月2日  |
| ○    | 前田尚紀                           | 3R終了 判定3-0                              | Krushライト級グランプリ2009 〜開幕戦 Round.2〜 【Krushライト級グランプリ2009 準々決勝】              | 2009年8月14日  |
| ○    | 尾崎圭司                           | 3R終了 判定3-0                              | Krushライト級グランプリ2009 〜開幕戦 Round.2〜 【Krushライト級グランプリ2009 1回戦】                 | 2009年8月14日  |
| ○    | ジャウメーオ・プンパンムアン       | 5R終了 判定3-0                              | 全日本キックボクシング連盟「野良犬電撃作戦2009」                                                     | 2009年6月21日  |
| ○    | 梶原龍児                           | 3R終了 判定3-0                              | 全日本キックボクシング連盟「Krush.2」                                                                | 2009年3月14日  |
| ○    | 桜井洋平                           | 3R 1:34 KO（右フック）                      | 全日本キックボクシング連盟「Krush! 〜Kickboxing Destruction〜」                                      | 2008年11月8日  |
| ×    | ワンロップ・ウィラサクレック       | 2R 2:04 TKO（額カット）                     | M-1 FAIRTEX SINGHA BEER ムエタイチャレンジ Legend of Elbows 2008 〜YOD MUAY〜                        | 2008年8月10日  |
| ×    | 石川直生                           | 3R 2:37 TKO（頭部カット）                   | 全日本キックボクシング連盟「Spring Storm」                                                           | 2008年4月26日  |
| ×    | ゲーオ・フェアテックス             | 5R終了 判定0-3                              | WORLD CHAMPIONSHIOP MUAYTHAI 【WBCムエタイ世界スーパーフェザー級タイトルマッチ】                     | 2007年9月8日   |
| △    | セーンチャイ・ジラグリアングライ   | 5R終了 判定0-0                              | 全日本キックボクシング連盟「REARM」                                                                  | 2007年5月11日  |
| ×    | グーピー・ウォー・スティラー       | 2R TKO（カット）                            | スッグ・フェアテックス（ルンピニー・スタジアム）                                                     | 2006年9月19日  |
| △    | ワンロップ・ウィラサクレック       | 5R終了 判定1-0                              | 全日本キックボクシング連盟「Triumph」                                                                | 2006年6月11日  |
| ○    | カノンスック・フェアテックス       | 1R 2:44 KO（左ボディブロー）                | 全日本キックボクシング連盟 「SWORD FIGHT 2006 〜日本VSタイ・5対5マッチ〜」                           | 2006年3月19日  |
| ×    | 山本真弘                           | 5R終了 判定0-2                              | 全日本キックボクシング連盟「New Year Kick Festival 2006」 【全日本フェザー級タイトルマッチ】         | 2006年1月4日   |
| ×    | コムパヤック・フェアテックス       | 3R 1:41 TKO（左眉尻カット）                 | 全日本キックボクシング連盟 「SWORD FIGHT 〜日本 VS タイ・5対5マッチ〜」                              | 2005年10月16日 |
| ×    | ゲーオ・フェアテックス             | 5R終了 判定0-3                              | 全日本キックボクシング連盟 「SUPER FIGHT 〜日本VS世界・5対5マッチ〜」                                | 2005年7月26日  |
| ○    | チンチャイ・マイムアンコーン       | 1R 3:02 KO（右フック）                      | 全日本キックボクシング連盟「STRAIGHT」                                                               | 2005年5月15日  |
| ○    | ジョナサン・ムヤ                   | 1R 1:52 KO（右フック）                      | 全日本キックボクシング連盟「RUSH!」                                                                  | 2005年3月18日  |
| △    | 山本真弘                           | 5R終了 判定0-0                              | 全日本キックボクシング連盟 「Fujiwara Festival 〜藤原祭り2004〜」 【全日本フェザー級タイトルマッチ】 | 2004年12月5日  |
| ○    | チャカポップ・シットジョームトライ | 3R 0:18 KO（パンチ連打）                    | スック・フェーアテックス（ルンピニー・スタジアム）                                                   | 2004年9月25日  |
| ○    | クリスト・ディミトラカキス         | 1R 1:45 KO（右フック）                      | 全日本キックボクシング連盟 「SUPER FIGHT -LIGHTNING-」                                               | 2004年8月22日  |
| ○    | ラビット関                         | 5R 1:06 KO（パンチ連打）                    | 全日本キックボクシング連盟 「全日本ライト級最強決定トーナメント 1st. Stage」                         | 2004年3月13日  |
| ○    | 前田尚紀                           | 3R 0:47 KO（右フック）                      | 全日本キックボクシング連盟 「Fujiwara Festival 〜藤原祭り〜」 【全日本フェザー級タイトルマッチ】     | 2003年12月7日  |
| ○    | 石川直生                           | 2R 2:12 KO（3ダウン：ローキック）           | 全日本キックボクシング連盟「KNOCK DOWN」 【全日本フェザー級挑戦者決定戦】                            | 2003年9月27日  |
| ○    | 阿部圭祐                           | 2R 2:20 KO（パンチ連打）                    | 全日本キックボクシング連盟「DEAD HEAT」                                                              | 2003年6月20日  |
| ○    | サトルヴァシコバ                   | 1R終了時 TKO（左目尻カット）                | 全日本キックボクシング連盟「BACK FROM HELL-II」                                                      | 2002年12月8日  |
| ○    | 村山良和                           | 3R終了 判定3-0                              | 全日本キックボクシング連盟「GOLDEN TRIGGER」                                                         | 2002年9月6日   |
| △    | 加門政志                           | 3R終了 判定1-0                              | 全日本キックボクシング連盟「LIGHT ON!」                                                              | 2001年11月30日 |
| ×    | 石川直生                           | 3R終了 判定0-3                              | 全日本キックボクシング連盟「BLAZE UP」                                                               | 2001年7月22日  |
| ○    | 長谷川誠                           | 3R終了 判定3-0                              | 全日本キックボクシング連盟「JUST BRING IT!」                                                         | 2001年5月17日  |
| ×    | 石川直生                           | 不戦敗                                      | 全日本キックボクシング連盟「LEGEND-X」                                                               | 2000年11月29日 |
| △    | 石川直生                           | 3R終了 判定0-1                              | 全日本キックボクシング連盟「LEGEND-VIII」                                                            | 2000年9月13日  |
| ○    | 前田尚紀                           | 3R終了 判定3-0                              | 全日本キックボクシング連盟「LEGEND-IV」 【全日本フェザー級3Rトーナメント 準決勝】                    | 2000年4月27日  |
| ○    | SHI-LOW                            | 3R終了 判定3-0                              | 全日本キックボクシング連盟「LEGEND-III」 【全日本フェザー級3Rトーナメント 準々決勝】                 | 2000年3月16日  |
| ○    | 高山昌光                           | 3R終了 判定3-0                              | 全日本キックボクシング連盟「YOUNG GUN」 【全日本フェザー級3Rトーナメント 1回戦】                     | 2000年1月28日  |

## 獲得タイトル
- 第21代全日本キックボクシング連盟フェザー級王座